# Казак, Виктор Дмитриевич
Виктор Дмитриевич Казак — молдавский советский хозяйственный, государственный и политический деятель, Герой Социалистического Труда.

## Биография
Родился в 1928 году в селе Гавриловка. Член КПСС с 1963 года.
С 1948 года — на хозяйственной, общественной и политической работе. В 1948—1982 гг. — тракторист, механизатор, бригадир механизированного звена, бригадир комплексной бригады колхоза имени Калинина Лазовского района Молдавской ССР, бригадир тракторной бригады производственного объединения по электрификации и механизации сельскохозяйственного производства Лазовского районного совета колхозов.
Указом Президиума Верховного Совета СССР от 31 декабря 1965 года присвоено звание Героя Социалистического Труда с вручением ордена Ленина и золотой медали «Серп и Молот».
Избирался депутатом Верховного Совета СССР 7-го и 8-го созывов.
Делегат XXIII съезда КПСС.